# 埃申海默塔

埃申海默塔

埃申海默塔（Eschenheimer Turm）是德国美因河畔法兰克福的一个城门和地标建筑。该塔于十五世纪初重建，现为法兰克福内城区最古老的建筑。现在位于一个繁忙的广场，称为埃申海默门（Eschenheimer Tor），下面是一座地铁站，建于1963-1968年。

## 历史
在14世纪初，法兰克福老城逐渐开始向外扩展到城墙以外。在神圣罗马皇帝路易四世的许可下，开始了“第二次城市扩张”，城市面积增加了三倍。1343年，皇帝批准开始修建新城城墙，以保护新城免受各种危险的威胁。当时新城除了牲畜市场所在地采尔大街和Roßmarkt，基本上还是田园风光，少有住宅和店铺。
1349年10月11日，在南北轴线大埃申海默街（Große Eschenheimer Straße）末端的战略地点，今天的埃申海默塔处奠基修建了一座圆形守卫塔楼。虽然新的防御工事需要花费100多年的时间来建造。
1400年，木匠克劳斯·门戈斯开始建造第一座大门的替代品。法兰克福大教堂的建筑师Madern Gerthener在1426-1428年完成了新的埃申海默塔。1806年至1812年普鲁士政府下令用新的防御工事所取代旧城墙，各城门都在计划拆除之列。由于法国占领军大使Hodouville的反对，埃申海默塔被保留下来。

## 建筑

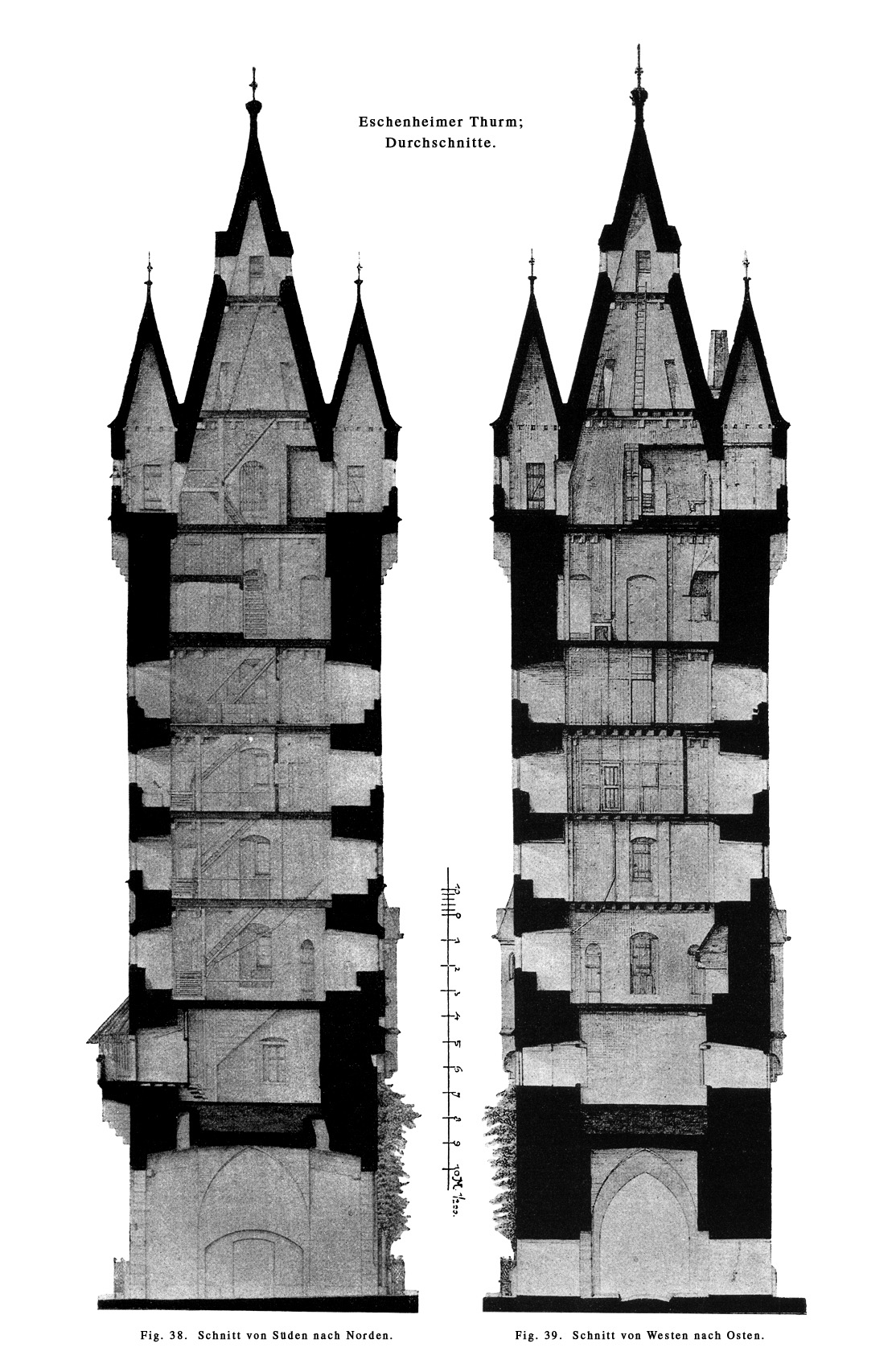
Cross section, 1885

埃申海默塔高47米，共八层。